# Loriciels
Loriciels – francuska wytwórnia gier komputerowych, działająca w latach 1983–1994 i znana z takich przebojów, jak L’Aigle d’or oraz Billy la Banlieue. Z Loriciels współpracowali tacy projektanci, jak Louis-Marie Rocques, Jean-Philippe Biscay i Éric Chahi. Była to jedna z najstarszych spółek produkujących gry komputerowe we Francji, obok Ère informatique i Infogrames.

## Historia
Założycielami Loriciels byli informatycy Laurant Weill i Marc Bayle. Nazwa wytwórni wywodziła się od komputera Oric, którego początkowo używali Weill i Bayle. Loriciels początkowo specjalizowało się w produkcji podrobionych wersji znanych przebojów na automaty oraz prostych grach przygodowych, takich jak Le Manoir du Dr Genius (1983) oraz La Mystère de Kikekankoi (1983). Sławę wytwórni zapewniła jednak dopiero przygodowa gra akcji L’Aigle d’or (1984) Louisa-Marie Rocques’a o wyprawie w głąb westfalskiego zamku w poszukiwaniu tytułowego posążka . Była to pierwsza gra Loriciels nagrodzona wyróżnieniem Tilt d’Or . Kolejną nagrodą Tilt d’Or została uhonorowana gra Billy la Banlieue (1986) Jeana-Philippe’a Biscaya, która zawierała szereg minigier inspirowanych przebojami arcade, jak również ukazywała zjawisko przestępczości w części zurbanizowanych dzielnic paryskich. Specjalnością Loriciels były także horrory, do których oprócz L’Aigle d’or zaliczały się Infernal Runner (1985) Michela Koella i Yves’a Korty, Le Pacte (1986) Érica Chahiego oraz Massacre (1987) według pomysłu Francisa Piérota .
W 1985 roku Bayle wraz z Pascalem Pellier i Jeanem-Christophe’em Maurice’em założył filię Loriciels, nazwaną Priams, która zajmowała się oprogramowaniem użytkowym. W międzyczasie wytwórnia przestawiła się na produkcję gier na nowsze komputery firm Atari, Commodore i Amstrad. Loriciels odnosiło kolejne sukcesy takimi grami, jak Space Racer (1988), Panza Kick Boxing (1989) oraz Jim Power (1992). Jednakże w 1989 roku Bayle odszedł z Loriciels, poświęcając pełnię swej uwagi Priams, w związku z czym Weill zmienił nazwę wytwórni na Loriciel. Ze względu na narastające problemy finansowe spółka ostatecznie ogłosiła upadłość w 1994 roku.